# Piper lonchites
Piper lonchites är en pepparväxtart som beskrevs av Schult.. Piper lonchites ingår i släktet Piper och familjen pepparväxter. Inga underarter finns listade i Catalogue of Life.